# Brestovec, Rogaška Slatina
Brestovec este o localitate din comuna Rogaška Slatina, Slovenia, cu o populație de 152 de locuitori.